# Peribatodes correptaria
Peribatodes correptaria là một loài bướm đêm trong họ Geometridae.